# Jules Bonnet
Jules Bonnet, född den 30 juni 1820 i Nîmes, död där den 23 mars 1892, var en fransk kyrkohistoriker. 
Bonnet, som var filosofie doktor och ledamot av Académie des sciences morales et politiques, ägnade sig uteslutande åt forskningar över reformationen och renässansen samt var från 1865 till sin död sekreterare i Société d'histoire du protestantisme français, i vars "Bulletin" han offentliggjorde värdefulla, förut outgivna dokument. Bland hans arbeten märks Olympia Morata, épisode de la renaissance en Italie (1850; 4:e upplagan 1865), Calvin au val d'Aoste (1861), Aonio Paleario, étude sur la reforme en Italie (1862) samt livsbilderna Récits du XVI:e siècle (1864; nya serier 1869, 1875 och 1885). Han utgav även Calvins brev (2 bd, 1854). Bonnets egen brevväxling, "Lettres de Jules Bonnet", utgavs 1898 av Eugène de Budé.